# Potentilla coriacea
Potentilla coriacea är en rosväxtart som beskrevs av Sojak. Potentilla coriacea ingår i Fingerörtssläktet som ingår i familjen rosväxter. Inga underarter finns listade i Catalogue of Life.